# Mat van Hensbergen
Mat van Hensbergen (Hoorn, 26 oktober 1938 – Haarlem, 3 maart 2014) was een Nederlands cameraman en acteur.
Van Hensbergen was een van de cameramannen voor het televisieprogramma Het Gat van Nederland (1972-1974), en werd onder andere bekend door zijn camerawerk voor De mantel der liefde (1978) en Het teken van het beest (1980). Hij overleed op 75-jarige leeftijd.